# اصغر راثی باغمیشه
اصغر راثی باغمیشه سیاست‌مدار ایرانی بود، که در  دوره بیست و یکم  بعنوان نماینده تبریز در مجلس شورای ملی حضور داشت.